# 城头镇 (福清市)
城头镇是中国福建省福州市福清市下辖的一个镇。

## 行政区划
城头镇下辖以下地区：
城头村、大厝村、善友村、西池村、东垣村、溪边村、星桥村、堑柄村、黄墩村、首溪村、岩兜村、五龙村、凤屿村、湖美村、后俸村、峰前村、东皋村、南田村、南冲村、新楼村、彭洋村、山下村、梁厝村、宅前村、港西村、吉钓村和海口农场。